# 30 ذو الحجة
- السبت
- الأحد
- الاثنين
- الثلاثاء
- الأربعاء
- الخميس
- الجمعة

- 2624 مايو 2025
- 2725 مايو 2025
- 2826 مايو 2025
- 2927 مايو 2025
- 128 مايو 2025
- 229 مايو 2025
- 330 مايو 2025
- 431 مايو 2025
- 51 يونيو 2025
- 62 يونيو 2025
- 73 يونيو 2025
- 84 يونيو 2025
- 95 يونيو 2025
- 106 يونيو 2025
- 117 يونيو 2025
- 128 يونيو 2025
- 139 يونيو 2025
- 1410 يونيو 2025
- 1511 يونيو 2025
- 1612 يونيو 2025
- 1713 يونيو 2025
- 1814 يونيو 2025
- 1915 يونيو 2025
- 2016 يونيو 2025
- 2117 يونيو 2025
- 2218 يونيو 2025
- 2319 يونيو 2025
- 2420 يونيو 2025
- 2521 يونيو 2025
- 2622 يونيو 2025
- 2723 يونيو 2025
- 2824 يونيو 2025
- 2925 يونيو 2025
- 126 يونيو 2025
- 227 يونيو 2025

30 ذو الحجَّة أو 30 ذو الحجَّة الحرام أو يوم 30 \ 12 (اليوم الثلاثون من الشهر الثاني عشر) هو اليوم الخامس والخمسون بعد الثلاثمائة (355) من أيَّام السنة (أو السادس والخمسون بعد الثلاثمائة لو كان شهر رمضان مُتممًا لليوم الثلاثين أو السابع والخمسون بعد الثلاثمائة لو أتم كلاً من صفر وربيع الآخر وجمادى الآخرة وشعبان ورمضان ثلاثين يوماً) وفق التقويم الهجري القمري (العربي). هو آخر يوم في شهر ذو الحجة وفي السنة الهجريَّة، وقد لا يحدث هذا اليوم إذا بلغ عدد أيَّام ذو الحجَّة 29 يومًا.

## أحداث
- 6 هـ - الرسول محمد يكتب إلى ملوك وأباطرة الدول المجاورة يدعوهم إلى الإسلام، ومنهم قيصر الروم الإمبراطور هرقل ونجاشي الحبشة أصحمة بن أبجر وعامل الروم على مصر المقوقس قيرس السكندري وشاه فارس كسرى الثاني.
- 388 هـ - مقتل صمصام الدولة البويهي بعد انتصار أخوه شرف الدولة عليه وتعذيبه.
- 587 هـ - إعدام يحيى بن حبش بن أميرك السهروردي المتصوف الشهير بأمر من السلطان صلاح الدين الأيوبي بعد أن وصلته أنباء عن فساد معتقد السهرودي وشطحه بعيدًا عن تعاليم الإسلام.
- 958 هـ - الدولة العثمانية تكلف القائد العثماني البحري طرغد بك بمهمة الدفاع عن فرنسا ومساعدتها، بعد إعلان ملكي إسبانيا وألمانيا الحرب على فرنسا.
- 979 هـ - البابا بيوس الخامس بابا الفاتيكان يعقد معاهدة «الاتفاق» مع ملك إسبانيا فيليب شارل كوينت، إضافة إلى عدد من الدول المسيحية لمحاربة الدولة العثمانية، وكان هذا هو الاتفاق المسيحي الثالث عشر الموجَّه من أوروبا المسيحية ضد الدولة العثمانية.
- 1404 هـ - بدء انسحاب القوات الليبية والفرنسية من تشاد وفق اتفاقية وقعت بين البلدين.
- 1426 هـ - مجلس الأمة الكويتي يبايع بالإجماع الشيخ صباح الأحمد الجابر الصباح أميرًا للكويت، والشيخ صباح يؤدي اليمين الدستورية أمام المجلس.
- 1430 هـ - وقوع مجزرة المعجلة بعد قصف موقع محتمل لتنظيم القاعدة تسبب في وفاة 341 مدنيًا.
- 1431 هـ - حاكم إمارة رأس الخيمة الشيخ سعود بن صقر القاسمي يعين نجله الشيخ محمد بن سعود القاسمي وليًا للعهد في الإمارة.
- 1445 هـ - فوز الإصلاحي مسعود بزشكيان في الانتخابات الرئاسية الإيرانية، حيث حصل على 54% من الأصوات، وبلغت نسبة المشاركة 49.68%.

## مواليد
- 1308 هـ - زكي مبارك، أديب مصري.
- 1360 هـ - محمد علي كلاي، ملاكم ومناضل مدني مسلم أمريكي.
- 1374 هـ - طاهر الجمل، عالم أمريكي من أصل مصري في علم التعمية.

## وفيات
- 32 هـ - أبو ذر الغفاري، صحابي.
- 44 هـ - أبو موسى الأشعري، صحابي ووالي مسلم.
- 148 هـ - زرارة بن أعين، أحد كبار رواة الشيعة الإمامية الإثنا عشرية.
- 264 هـ - أبو زرعة الرازي، محدث مسلم.
- 388 هـ - صمصام الدولة البويهي، سلطان بويهي.
- 587 هـ - يحيى بن حبش بن أميرك السهروردي، عالم متصوف.
- 1249 هـ - تركي بن عبد الله بن محمد آل سعود، إمام الدولة السعودية الثانية.
- 1332 هـ - شبلي النعماني، عالم مسلم هندي.
- 1398 هـ - حسن جوهر حيات، نائب في مجلس الأمة الكويتي.

## وصلات خارجية
- موقع قصة الإسلام: حدث في شهر ذو الحجَّة.